# Варакляны (станция)
Ва́ракляны (латыш. Varakļāni) — железнодорожная станция на линии Крустпилс — Резекне II. Находится на территории села Маджули Декшарской волости Вилянского края в Латгалии, Латвия. На станции три пути и вытяжной тупик. Здесь останавливаются пассажирские поезда маршрута Рига — Зилупе.

## История
Станция открыта во время Первой мировой войны под названием Varkļani. Позже — закрыта и 5 августа 1927 года открыта вновь, как остановочный пункт..
Интересно, что находящаяся в пяти километрах от города станция Варакляны, находится в соседнем — Вилянском крае и вдобавок на границе с третьим — Риебиньским краем.